# Vanille (téléfilm)
Pour les articles homonymes, voir Vanille (homonymie).
Pour plus de détails, voir Fiche technique et Distribution.
Vanille est un court métrage d'animation franco-suisse produit par Folimage écrit par Guillaume Lorin, Aurore Auguste et Antoine Lanciaux et réalisé par Guillaume Lorin et sorti en 2020.

## Fiche technique
- Titre original : Vanille
- Réalisation : Guillaume Lorin
- Scénario : Guillaume Lorin, Aurore Auguste et Antoine Lanciaux
- Musique : Chassol et Tricia Evy
- Création graphique et storyboard : Guillaume Lorin, Rémi Chayé et Émilie Sengelin
- Superviseur animation : Jean-Charles Mbotti Malolo
- Décors : Darshan Fernando
- Montage : Catherine Aladenise
- Son : Loïc Burkhardt et Mathieu Langlet
- Production : Reginald de Guillebon et Nicolas Burlet
- Société de production : Folimage et Nadasdy Films
- Société de distribution : Folimage et Prime Entertainment Group
- Pays d'origine :  France et  Suisse
- Langue originale : français
- Durée : 30 minutes et 41 secondes
- Date de sortie :
  - France :
    - 24 octobre 2020
    - 14 juin 2021 (Annecy)

## Distribution des voix
- Marie-Eva Phaan : Vanille
- Macéo Carole
- Tricia Evy : Frédérique
- Hippomène Léauva : papy Sarbacane
- Jocelyne Béroard[1] : tatie Loulouze

## Distinctions
- 2021 : Cristal pour une production TV au festival international du film d'animation d'Annecy